# Лос Дел Рио
Лос Дел Рио e испански дует, съставен от музикантите Антонио Ромеро Монхе и Рафаел Руиз.
Лос Дел Рио се специализират в андалуската фолк музика, по-специално севилската, най-типичната и лека музика на Андалусия. Много години Лос Дел Рио са известни с участия на частни партита в Марбела. През лятото на 1996 дуетът постига най-големия си успех пускайки мулти-платинения летен хит "Macarena", който се продава в над 4 милиона копия в САЩ. Хитът става известен и в много други държави, като се продава изключително добре в Австралия.

## Дискография
- Macarena (European single) [1993]
- A Mi Me Gusta [1994]
- Calentito [1995]
- Macarena (Bayside Boys Remix single) [1996]
- Macarena Christmas (Xmas single) [1996]
- Macarena Non Stop (compilation album) [1996]
- Fiesta Macarena [1997]
- Baila [1999]
- Vamonos que nos vamos [2012]